# Revue (Luxemburg)
Revue ist der Name eines luxemburgischen Magazins, das erstmals am 1. September 1945 unter dem Titel „Revue. Letzeburger Illustre“ erschien. Es wurde von Émile Probst gegründet und nach 2 Jahren an das Verlagshaus Bourg-Bourger verkauft.
Anfangs wurde die „Revue“ alle 14 Tage veröffentlicht, und ab 1949 erschien sie wöchentlich. Der Erfolg in den 1950er Jahren war auf ein Abonnement-System zurückzuführen, das im Land völlig neu war. Abonnenten des Magazins konnten automatisch von einer kostenlosen Lebensversicherung profitieren, die im Todesfall des Abonnenten 10.000 Francs an die Hinterbliebenen auszahlte. Die Seiten mit Hochzeitspaaren zogen ebenfalls viele Leser an. Zusätzlich hatte die „Revue“ einen frühen Comic-Bereich, der von Gab Weis illustriert wurde. Die Abenteuer von Mil hielten das Interesse von Jugendlichen und Erwachsenen über Jahre hinweg aufrecht. Bis Mitte der 2010er Jahre enthielt das Magazin auch „Superjhemp“, einen Comic, gezeichnet von Roger Leiner mit Drehbüchern von Lucien Czuga. Ein Großteil des anhaltenden Erfolgs der „Revue“ ist verschiedenen Wettbewerben zu verdanken, die 1978 starke Konkurrenz von Télécran hatten.
Ursprünglich positionierte sich die „Revue“ als Familienmagazin, das sich mit einem moderneren Erscheinungsbild und einer breiteren Palette von Themen, die vom St. Paulus Verlag veröffentlicht wurden, anpasste. Im Laufe der Zeit beschäftigte sich das Magazin gelegentlich in unterschiedlichem Maße mit sozialpolitischen Themen. Seit den späten 1960er Jahren enthält die „Revue“ eine Beilage mit Fernsehprogrammen, die heute als „TéléRevue“ bekannt ist.
„Revue“ heute: Die „Revue“ wird derzeit von Éditions Revue s. a. veröffentlicht und ist seit 2000 Teil von Editpress. Guy Ludig, der Gaston Zangerlé nach 21 Jahren im Juli 2008 ablöste, ist nun Berater bei Editpress.
Vom 1. Januar 2010 bis zum 1. Dezember 2015 war Laurent Graaff als Chefredakteur tätig und folgte Claude Wolf nach. Seitdem haben Hubert Morang und Stefan Kunzmann die Führung gemeinsam übernommen. Stefan Kunzmann wechselte im Mai 2023 zum Tageblatt, während Eric Hamus als neuer Chefredakteur angeheuert wurde. 
Seit 2018 ist Nic Nickels CEO und Geschäftsführer des Unternehmens.
Ab dem Jahr 2023 hat die „Revue“ verschiedene Veränderungen erfahren. Neben einem frischen visuellen Design und einem modernisierten Logo wurden mehrere Änderungen vorgenommen.